# Carlos Ocaña y Pérez de Tudela

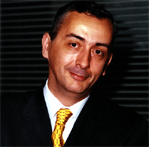
Carlos Ocaña

Carlos Ocaña y Pérez de Tudela (Madrid, 24 de mayo de 1959) es un economista español, licenciado en Ciencias Económicas y Empresariales por la Universidad de Zaragoza y Doctor por la Universidad de Northwestern (Estados Unidos).
Ha sido profesor titular en el Departamento de Economía de la Universidad Carlos III de Madrid, Subdirector General de Estudios del Tribunal de Defensa de la Competencia y Subdirector de Desarrollo Regulatorio de la Comisión del Sistema Eléctrico. En 1998 pasó a ocupar el puesto de Administrador Principal en la Agencia Internacional de la Energía (OCDE), con sede en París, y, posteriormente, Director de la Cátedra SAMCA de Regulación y Competencia en la Universidad de Zaragoza. 
De abril de 2004 a 2006 fue Secretario General de Presupuestos y Gastos, y de 2006 a 2011, Secretario de Estado de Hacienda y Presupuestos del Ministerio de Economía y Hacienda, sustituyéndole Juan Manuel López Carbajo. Desde septiembre de 2011 es el director general de Funcas (Fundación de las Cajas de Ahorros).